# Anaconda (TV-program)
Anaconda är ett svenskt ungdomsmagasin som produceras av UR för sändning i SVT. Programledare är Nassim Al Fakir, känd från Bolibompa
Anaconda skall underhålla och ger mer vetande kring populärkulturen. I säsong 1 (start 16 oktober 2007) handlar det bland annat handla om vad supportrar på läktaren betyder för Kim Källström (Lyon). Redaktionen snackar också med Bam Margera (Jackass, Viva La Bam) om hur man använder sin rumpa till både nytta och nöje. Dessutom får Sandi Thom (I wish I was a punkrocker) berätta sanningen om vad som egentligen hände där nere i källaren, innan hennes stora genomslag på nätet. Anaconda träffar också Rodney Mullen (skatelegend), producenterna bakom tv-konceptet Idol, Jacques Cousteaus barnbarn och en av världens bästa surfare: Lee Ann Curren. Dessutom får titarna information om vad som krävs för att man ska bli mest tittad på på Youtube - med tips av Lasse Gjertsen (Hyperactive).
Anaconda har också till syfte att inspirera till att lära sig andra språk än engelska. Därför är en mängd av de intervjuer som visas i Anaconda gjorda på franska. Redan nu planeras en andra säsong av Anaconda som har fokus på det tyska språket.

## Medverkande
- Design: Daniel Jonsson
- I redaktionen: Elsa Gellermark, Asta Dalman, Gabriella Thinsz, David Kvart, Anna Bernström, Cecilia Lindblad- Wergeni, Nur Tutal
- Grafisk form & redigering: Daniel Jonsson, Fredrik Wallen, Axel Zaar
- Producent och projektledare: Elin Anderson, Herbert Neuwirth
- Övriga medverkande är bland andra Bam Margera, Avril Lavigne, Sandi Thom, Rodney Mullen och Lasse Gjertsen